# Lilian Snelling
Lilian Snelling, född 8 juni 1879 i St. Mary Cray, Kent, England, död 12 oktober 1972 på samma plats, var "förmodligen den viktigaste brittiska botaniska konstnären under första hälften av 1900-talet". Hon var den främste konstnären och litografen vid Curtiss Botanical Magazine mellan 1921 och 1952 och "ansågs vara en av de största botaniska konstnärerna för sin tid". Hon tilldelades MBE 1954 och  Victoriamedaljen 1955.

## Biografi
Snelling var dotter till bryggaren John Carnell Snelling (1841-1902) och hans hustru Margaret Elizabeth, född Colgalt. Hon och hennes systrar gick på en internatskola i Tunbridge Wells. Åren 1915-1916 hade hon Henry John Elwes’ uppdrag med att måla blommor (som han hade samlat på sina resor), i hans hem i Colesbourne Park i Gloucestershire.
Snelling arbetade på Royal Botanic Garden Edinburgh från 1916-1921 med målning av växtbilder för Sir Isaac Bayley Balfour, föreståndare för den botaniska trädgården och professor i botanik vid universitetet i Edinburgh. Hon studerade samtidigt litografi under Frank Morley Fletcher.
Hon lämnade platsen 1921 för att arbeta på Royal Botanic Gardens, Kew som huvudansvarig målare och litograf vid Curtiss Botanical Magazine, som nyligen hade blivit köpt av RHS, där hon från 1929 assisterades av Stella Ross-Craig. Efter 30 år gick hon i pension 1952 efter att ha producerat över 830 målningar och planscher. Volym 169 av Curtis ägnades åt henne: "målare, litograf och botanisk illustratör, som med anmärkningsvärd precision av noggranna konturer, skimmer av färg och intrikat gradering av tonen, har noggrant skildrat de flesta växterna visade i den här tidskriften från 1922 till 1952."
Hennes målningar illustrerade också supplement till Henry John Elwes’s Monograph of the Genus Lilium (1934), Sterns, Study of the Genus Paeonia (1946) och Fred Stokers A Book of Lilies. (1943).

## Utmärkelser
- Tilldelad Brittiska Imperieorden, 1954
- Tilldelad Victoriamedaljen av Royal Horticultural Society, 1955
- Hennes arbeten presenterade vid Kew Gardens utställning, "Kew's Aid to Botany over 200 Years, 1959[7]
- Utställning under tio veckor i Royal Botanic Garden Edinburgh, tillägnad hennes arbete, 2007[8]

## Arbeten i urval
- Millais, John Guille (1924). Rhododendrons and the various hybrids Second series. London, New York: Longmans, Green and Co. OCLC 3663850
- Grove, Arthur (1933). A supplement to Elwes' Monograph of the genus Lilium. London: Royal Horticultural Society. OCLC 14200835
- Stoker, Fred (1943). A Book of Lilies. London & New York: King Penguin Books. OCLC 4017629
- Stern, F.C., Snelling, Lilian, & Stella Ross-Craig (1946). Study of the genus Paeonia. London: Royal Horticultural Society.OCLC 5163877
- Curtis's Botanical Magazine. "s 147–169". Royal Horticultural Society. 1922–1952.